# 定州路
定州路，北宋庆历元年（公元1048年），设置定州路安抚使，是河北四路安抚使之一。辖定州、保州、深州、祁州、广信军、安肃军、顺安军、永宁军八军州。治所位于定州安喜县。辖境为今保定市南部、石家庄市东北部、衡水市北部。

## 來源
1. ↑  宋史·地理志